# 高知県道368号佐喜浜吉良川線
高知県道368号佐喜浜吉良川線（こうちけんどう368ごう さきはまきらがわせん）は、高知県室戸市を通る一般県道である。

## 概要
室戸市佐喜浜町から室戸市吉良川町乙に至る。

### 路線データ
- 起点：室戸市佐喜浜町（国道55号交点）
- 終点：室戸市吉良川町乙（国道55号交点）

## 地理

### 通過する自治体
- 高知県
  - 室戸市

### 交差する道路
| 交差する道路 | 交差する場所 | 交差する場所 |
| ------------ | ------------ | ------------ |
| 国道55号     | 佐喜浜町     | 起点         |
| 国道55号     | 吉良川町乙   | 終点         |

### 沿線
- 佐喜浜川
- 室戸市立吉良川小学校